# نفل حبي
النفل الحبّي (باللاتينية: Trifolium pilulare) نوع نباتي من جنس النفل من الفصيلة البقولية.

## الموئل والانتشار
موطنه الأصلي بلاد الشام وقبرص وتركيا واليونان.